# Ron Zwerver
Ronald Ferdinand "Ron" Zwerver, född 6 juni 1967 i Amsterdam, är en nederländsk före detta volleybollspelare.
Zwerver blev olympisk guldmedaljör i volleyboll vid sommarspelen 1996 i Atlanta.